# الجبل الأحمر (نيويورك)
الجبل الأحمر، هو جبل يقع في جبال كاتسكيل في نيويورك جنوب غرب غراند جورج . يقع جبل الرجل الابيض في شمال شرق الجبل الأحمر وتقع قمة كاتور في الجنوب الغربي.